# Krążowniki rakietowe projektu 1134B
Krążowniki rakietowe projektu 1134B – radzieckie krążowniki rakietowe budowane w latach 1971–1977 w Stoczni Północnej w Mikołajowie. W kodzie NATO znane jako Kara (w radzieckich oznaczeniach Беркут-Б). Zbudowano 7 okrętów tego typu („Nikołajew”, „Oczakow”, „Kiercz”, „Azow”, „Pietropawłowsk”, „Taszkient”, „Tallin”).
W ZSRR określane były mianem dużych okrętów przeciwpodwodnych. Okręty rakietowe projektu 1134B swoją konstrukcją wywodzą się z wcześniejszych okrętów projektu 1134 i 1134A. Krążowniki otrzymały aktywne, płetwowe stabilizatory przechyłów, wyposażono w napęd turbinami gazowymi w systemie COGAG. Okręty te są przystosowane do pełnienia roli jednostek flagowych w grupach zwalczających okręty podwodne. Załoga składa się z 380 marynarzy. Dwa okręty tego typu poddano remontowi w 1987 roku, ale potem zostały wycofane ze służby. „Pietropawłowsk” i „Władywostok” znajdowały się we flocie Oceanu Spokojnego. Tam w 1996 roku zostały wycofane ze służby. „Kiercz” przebywał na Morzu Czarnym i był ostatnią jednostką tego typu. Podczas prac remontowych w stoczni w Sewastopolu, 4 listopada 2014 roku z powodu zaniedbania pracowników wybuchł pożar na okręcie, który zniszczył rufową maszynownię. Na początku 2015 r. zdecydowano o zezłomowaniu jednostki.
Podczas kryzysu krymskiego, 6 marca 2014 wycofany ze służby krążownik „Oczakow” został zatopiony na jeziorze Donuzław celem blokady wyjścia w morze ukraińskim okrętom z bazy w Nowoozerne.

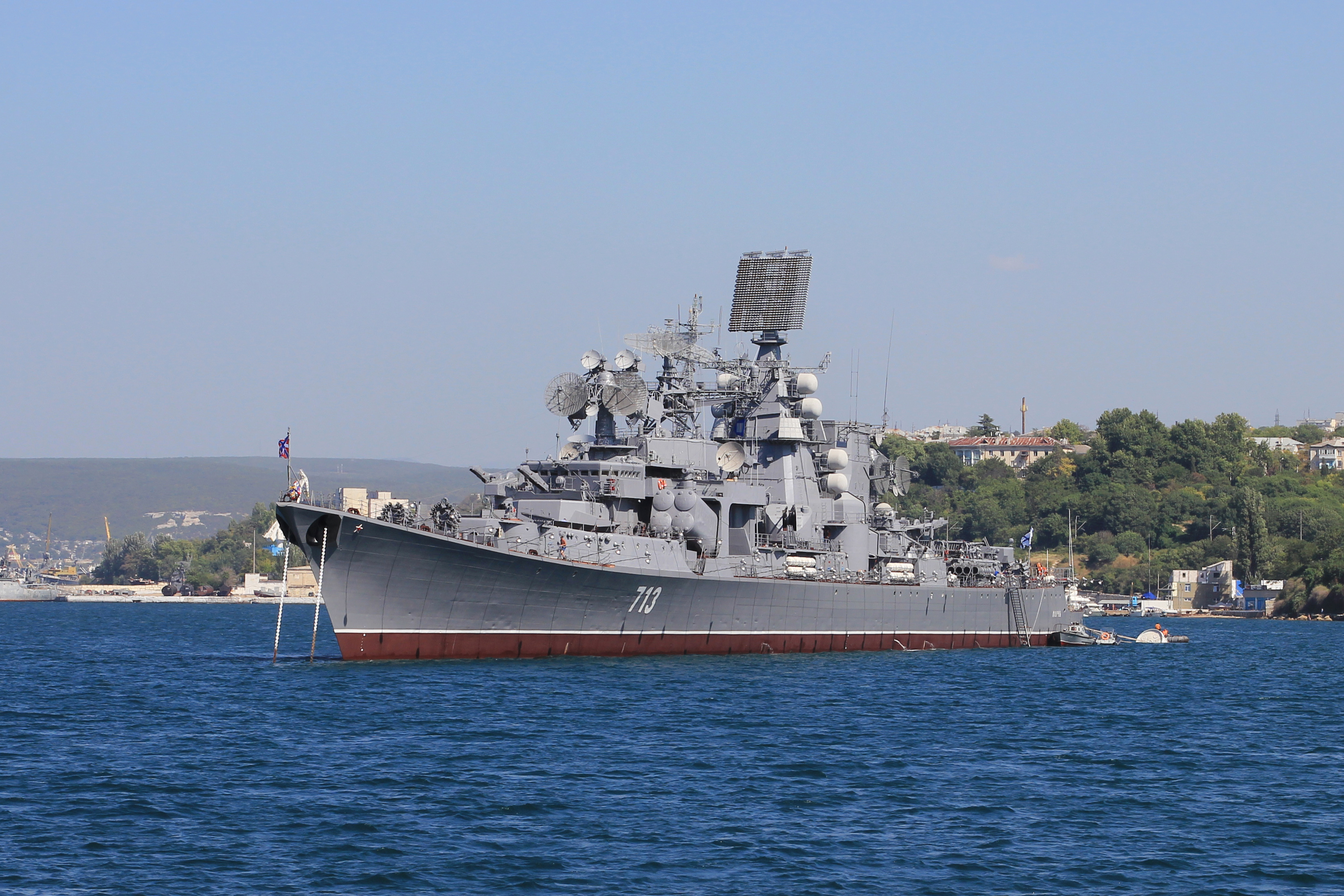
„Kiercz” w 2012 roku